# Menara KOMTAR
Menara KOMTAR é um arranha-céu, actualmente é o 144º arranha-céu mais alto do mundo, com 232 metros (760 ft). Edificado na cidade de Penang Island, Malásia, foi concluído em 1985 com 65 andares.